# Alaska (cantora)
Alaska, nome artístico de Olvido Gara Jova (nascida na Cidade do México a 13 de Junho de 1963), é uma cantora e actriz de Espanha, um dos principais ícones do movimento sociocultural dos anos 1980 conhecido como a "Movida".
Alaska nasceu no México, filha de pai espanhol ali exilado devido à ditadura franquista, e de mãe cubana. Em 1973 decide mudar-se para a Espanha, começando a frequentar a cena artística de Madrid.
Em 1978 fez parte da banda punk "Kaka de Luxe", que se dissolveu no ano seguinte. Entre 1979 e 1982 Alaska formou com Nacho Canut, Carlos Berlanga, Ana Curra e Eduardo Benavente o grupo "Alaska y Los Pegamoides", que alcançou grande sucesso com temas como "Bailando". Após a partida de Curra e Benavente do projecto (que acabariam por formar outra banda, "Parálisis Permanente"), o grupo mudou de nome para "Alaska y Dinarama", seguindo uma linha mais pop.
Em 1980 Alaska participou no primeiro filme de Pedro Almodóvar, "Pepi, Luci, Bom y otras chicas del montón". Alaska colaborou também como vocalista num duo musical que Almodóvar formava com Fabio McNamar ("Almodóvar & McNamara"). Para além do sucesso alcançado na banda "Alaska y Dinarama", destaca-se como apresentadora do programa infantil La bola de cristal (1984), exibido em Portugal pela RTP.
Em 1989 "Alaska y Dinamara" editam o seu último disco, Fan Fatal, e no ano seguinte o trio terminou. Alaska e Nacho Canut continuaram a trabalhar juntos, num duo de música electrónica que recebeu o nome de "Fangoria", onde Alaska permanece até hoje.
É casada com Mario Vaquerizo.

## Discografia
Alaska y los Pegamoides
- 1982: Grandes éxitos
- 1983: Alaska y los pegamoides

Alaska y Dinarama
- 1983: Canciones profanas
- 1984: Deseo carnal
- 1986: No es pecado
- 1988: Diez
- 1989: Fan fatal

Fangoria
- 1991: Salto mortal

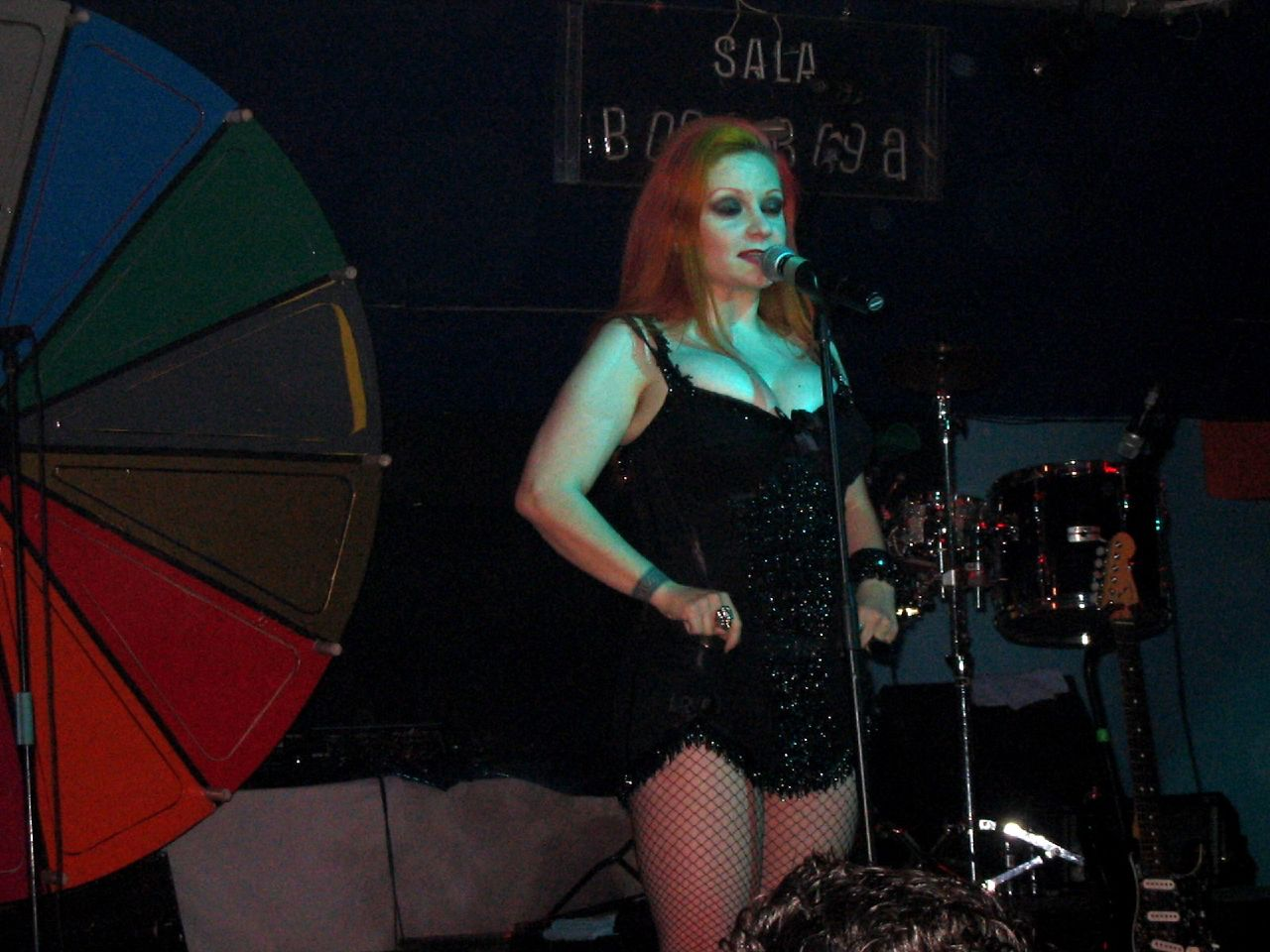
Alaska em Madrid.

- 1992: Un día cualquiera en Vulcano 1.0
- 1993: Un día cualquiera en Vulcano 2.0
- 1995: Un día cualquiera en Vulcano 3.0
- 1998: Interferencias
- 1999: Una temporada en el infierno
- 2000: El infierno son los demás
- 2001: Naturaleza muerta
- 2003: Dilemas, amores y dramas
- 2004: Arquitectura efímera
- 2005: Naturaleza muerta remixes
- 2005: Arquitectura efímera deconstruida
- 2006: El extraño viaje
- 2007: ¡Viven!
- 2008: El extraño viaje revisitado
- 2009: Absolutamente
- 2009: Completamente
- 2010: El paso transcendental del vodevil a la atrascanada
- 2013: Cuatricromía
- 2016: Canciones para robots románticos